# بمباران پناهگاه پارک شیرین کرمانشاه
بمباران پناهگاه پارک شیرین کرمانشاه یکی از جنایات جنگی عراق در جنگ علیه ایران است که در شب ۲۶ اسفند ۱۳۶۶ روی داد. در جریان این رویداد این پناهگاه مورد اصابت موشک قرار گرفت که حدود یکصد کشته و ۳۰۰ مجروح بجا گذاشت. موشک از داخل هواکش وارد پناهگاه شد و منجر به افزایش شدید تلفات گردید. اغلب قربانیان زن و کودک بودند. کرمانشاه در دوران جنگ عراق علیه ایران هزاران بار بمباران و موشک‌باران شد.
وبگاه هابیلیان نزدیک به دولت ایران سازمان مجاهدین خلق را متهم همکاری در این بمباران می‌کند و می‌نویسد: «بازماندگان حادثه از حضور افرادی ناشناس صحبت می‌کردند که به طرز مشکوکی لحظاتی قبل از بمباران به پناهگاه آمده و سپس خارج شده بودند. تعدادی از شاهدان عینی از حضور مردی با دست گچ گرفته شده به همراه زنی جوان با ساعت مچی بزرگ در پناهگاه خبر می‌دادند. با انجام تحقیقات و سپس اعلام رسمی سازمان مجاهدین مشخص شد که این سازمان مجاهدین بوده که گرای دقیق پناهگاه شیرین را به هواپیماهای رژیم بعث داده‌است و به قول خودشان «در بمباران کرمانشاه ده‌ها تن از نیروهای نظامی و دشمنان خلق کشته شدند». مجاهدین گرای این پناهگاه را آنقدر دقیق به هواپیماهای بعثی داده بودند که موشک دقیقاً از هواکش یعنی تنها منفذه ورودی وارده پناهگاه شده بود.»
مستندی بنام آژیر قرمز که توسط تلویزیون کرمانشاه تهیه شده‌است به مصاحبه با بازماندگان این واقعه پرداخته‌است. نمایشنامه شب هندوانه به نویسندگی علی زیستی در سال ۱۳۸۹توسط انتشارات سوره مهر چاپ شد نیز نگاهی به این فاجعه دارد. نمایش شب هندوانه در چند نوبت در شهرهای کرمانشاه و سقز به روی صحنه رفت.. همچنین در سال ۱۳۹۰ کتابی با عنوان «پناهگاه بی‌پناه» پیرامون این فاجعه توسط مهناز فتاحی تهیه گردیده و به وسیلهٔ انتشارات سوره مهر منتشر گردید. آخرین روایت هنری از این فاجعه، نمایش پارک شیرین بود که در سال ۱۳۹۹ به نویسندگی و کارگردانی علی زیستی در مکان پناهگاه پارک شیرین که هم‌اکنون به عنوان موزه دفاع مقدس استفاده می‌شود ،
```
با گروه سی نفره به روی صحنه رف، این نمایش روایتی مستند از خاطرات شفاهی و اسناد گردآوری شده دربارهٔ بمباران پناهگاه مظلوم پارک شیرین است.
```

.